# Джерри Вейл
Джерри Вейл (англ. Jerry Vale, при рождении Дженнаро Луиджи Витальяно (англ. Gennaro Luigi Vitaliano); 8 июля 1930, Нью-Йорк, США — 18 мая 2014, Палм-Дезерт, Калифорния, США) — американский певец-крунер, исполнитель джазовой и популярной музыки, актёр кино. Обладатель редкого по тембру, так называемого, бархатного голоса (англ. velvet voice), с большим успехом использовавшегося при исполнении классических любовных баллад в 1950—1960-е годы.

## Биография
Дженнаро Луиджи Витальяно родился 8 июля 1930 года в Бронксе, Нью-Йорк в семье италоамериканцев. С раннего возраста подрабатывал чистильщиком обуви, позже механиком на очистных сооружениях Лонг-Айленда. Подростком победил на вокальном конкурсе в местном ночном клубе. В 1950 году познакомился с певцом Гаем Митчеллом, который представил его продюсеру Columbia Records Митчу Миллеру. После прослушивания был подписан контракт. Сменив своё имя на псевдоним Джерри Вейл, молодой певец начал карьеру. В 1953 году его песня «You Can Never Give Me Back My Heart» впервые попала в чарты (29 место в Billboard Hot 100), в 1956 году его синглы «Innamorata» и «You Don’t Know Me» достигли уже 30 и 14 места (соответственно). В начале 1950-х годов Джерри Вейл на одном из своих выступлений в ресторане Нью-Йорка знакомится с Фрэнком Синатрой. Чрезвычайно уже популярный Синатра аплодировал молодому исполнителю стоя, чем ошеломил его. Певцы стали хорошими друзьями.
Успех становился всё шире. В середине 1950-х годов Джерри Вейл давал сольные концерты в Карнеги-холле Нью-Йорка. В Лас-Вегасе, например, Фрэнк Синатра организовал ему контракт на выступление в престижном «Sands Hotel and Casino» продолжительность 22 недели по 4 выхода в день. В 1959 году он женился на актрисе Рите Грейпел, пара переезжает в Калифорнию, где часто навещает ранчо Синатры «Мираж». Один из крупных успехов этого периода — песня «Have You Looked Into Your Heart» (1964 год), поднимавшаяся до 24 места хит-парада Billboard. В 1970-х и 1980-х пик славы певца прошёл, но его выступления продолжали пользоваться уже не ажиотажным, но стабильным успехом на телевидении и радио.
Джерри Вейл неоднократно был приглашённым гостем на Шоу Эда Салливана, снимался камео в фильмах Мартина Скорсезе «Славные парни» (1990 год) и «Казино» (1995 год), а также в сериале «Клан Сопрано». В фильме 2019 года «Ирландец», снятом Скорсезе, роль Вейла исполнил актёр и певец Стивен Ван Зандт.
Увлекался бейсболом, часто пел национальный гимн на «Янки-стэдиум». В 2000 году издал книгу воспоминаний. В 2002 году он перенёс инсульт и до момента смерти в 2014 году практически не сумел восстановить утраченное здоровье.

## Избранная дискография
- 1958 год — I Remember Russ / Legacy Rock Artifacts Series / Columbia/Legacy
- 1958 год — I Remember Buddy / Legacy Rock Artifacts Series / Columbia/Legacy
- 1962 год — I Have But One Heart / Columbia
- 1963 год — Arrivederci, Roma / Columbia
- 1963 год — The Language of Love / Columbia
- 1964 год — Till the End of Time / Columbia
- 1964 год — Standing Ovation! / Columbia
- 1964 год — Be My Love / Columbia
- 1965 год — Have You Looked into Your Heart / Columbia
- 1965 год — There Goes My Heart / Columbia
- 1966 год — It’s Magic / Columbia
- 1967 год — The Impossible Dream / Columbia
- 1967 год — Time Alone Will Tell / Columbia
- 1968 год — You Don’t Have to Say You Love Me / Columbia
- 1968 год — This Guy’s in Love with You / Columbia
- 1969 год — Till album review Columbia / Columbia/Legacy
- 1969 год — Where’s the Playground Susie? / Columbia
- 1969 год — With Love, Jerry Vale / Columbia
- 1970 год — Jerry Vale Sings 16 Greatest Hits of the 60’s / Columbia
- 1970 год — Let It Be / Columbia
- 1972 год — Jerry Vale Sings the Great Hits of Nat King Cole / Legacy / Columbia/Legacy
- 1990 год — Italian Album / Columbia
- 2003 год — Have Yourself a Merry Little Christmas / Legacy / Columbia/Legacy